# Torrefazione

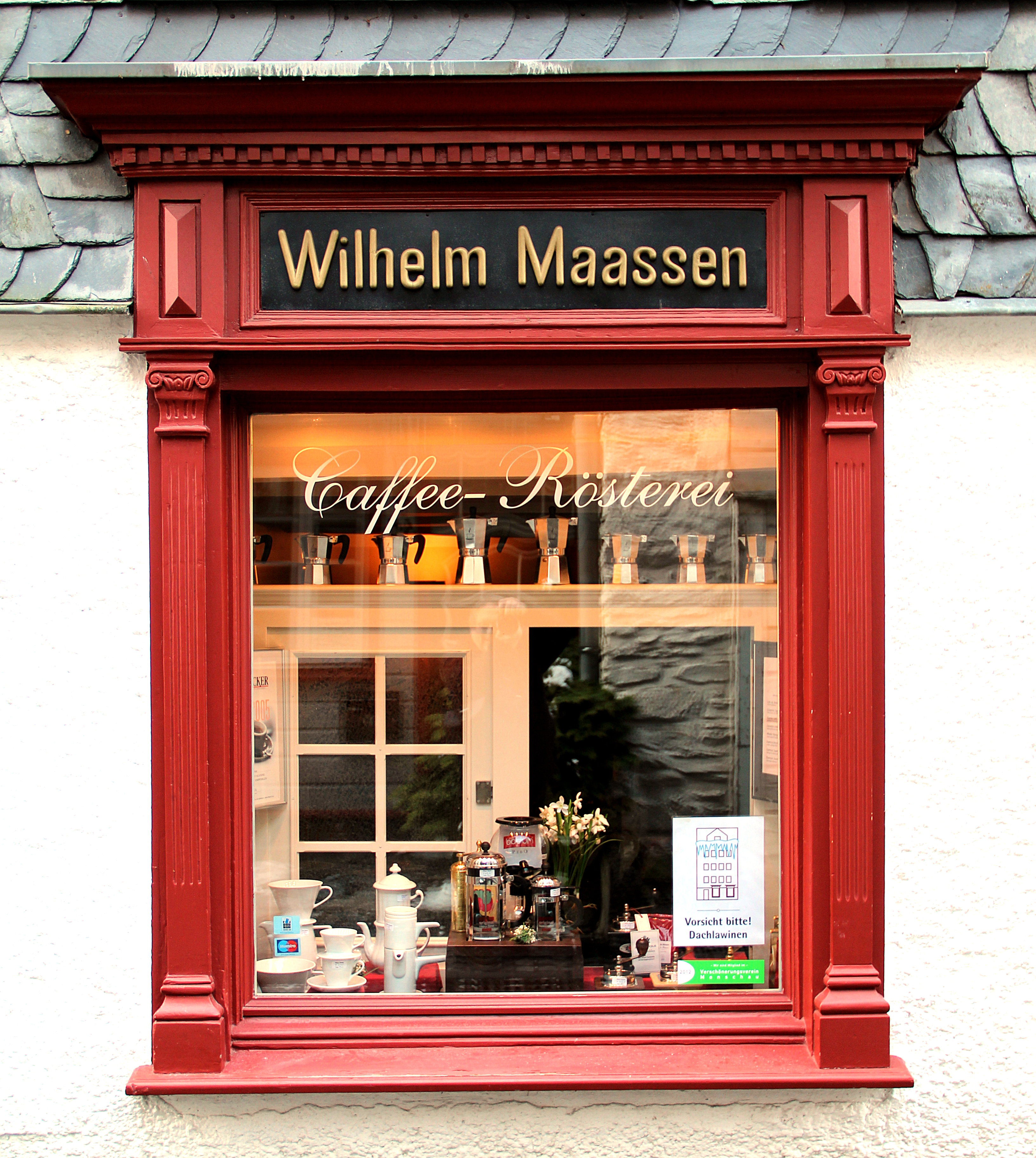
Finestra di un caffè-torrefazione Negozio Monschau (Germania)

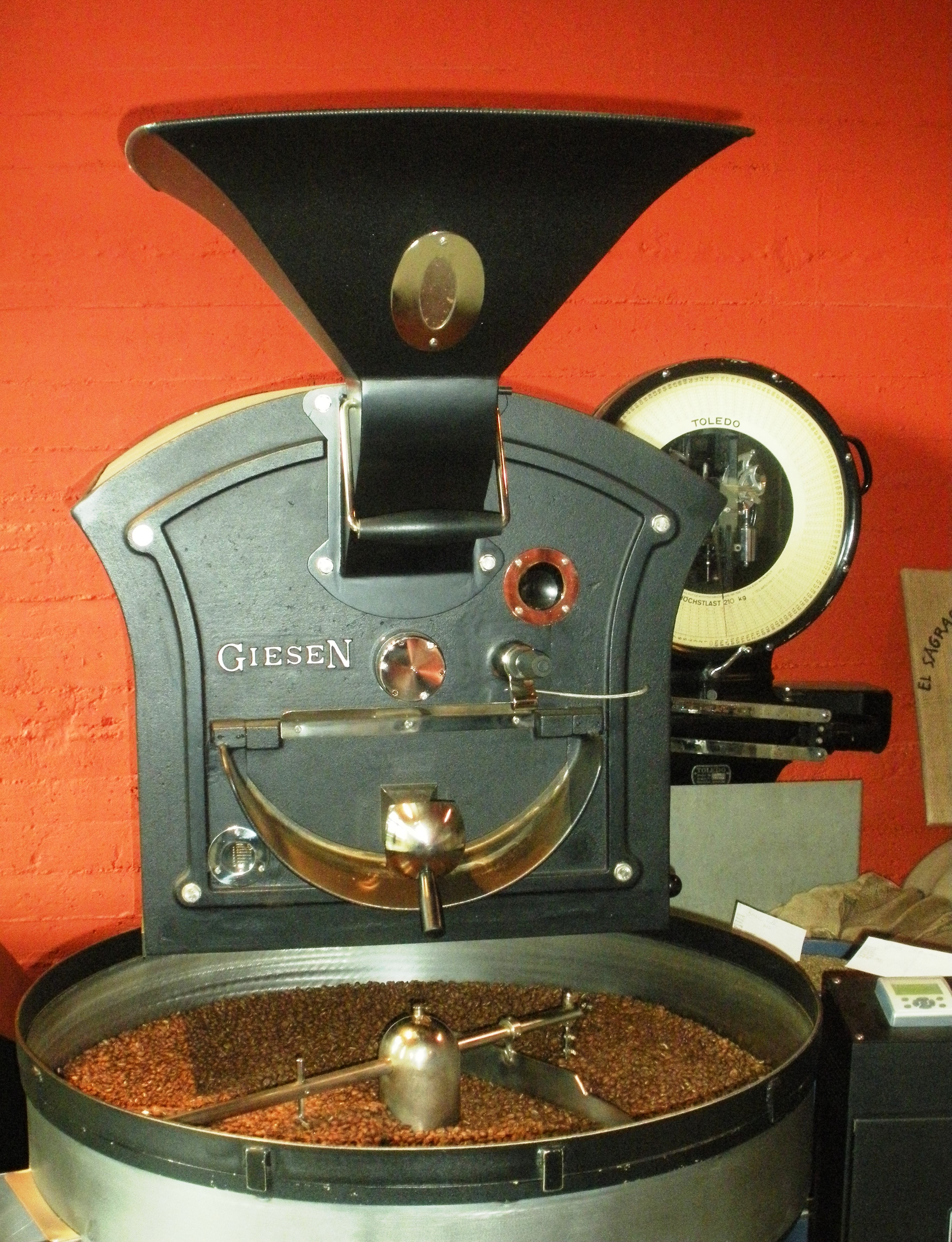
Caffettiera da torrefazione

La torrefazione o tostatura è un processo generico di arrostimento, che sottopone una sostanza ad elevata temperatura, in maniera da disidratarla, ossidarla e in taluni casi anche carbonizzarla parzialmente (a seconda del grado di torrefazione).
La torrefazione è un processo molto utilizzato per la preparazione del tabacco (per diminuirne il contenuto di nicotina), dei semi di caffè, di orzo, di tè (in particolare tè giallo) o di altre piante.

## Caffè

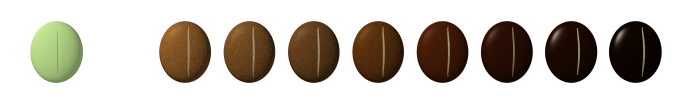
Gradi di tostatura del caffè. Da sinistra: unroasted, light, cinnamon, medium, high, city, full city, French e Italian.

Il termine torrefazione viene utilizzato anche per indicare il locale in cui si tosta, prepara, vende e talvolta degusta il caffè. Oggi tuttavia, essendo le piccole torrefazioni artigianali cosa rara, nel caso di sola rivendita o somministrazione, il termine è improprio. In quanto spesso il caffè rivenduto o servito è frutto di lavorazione industriale svolta in altra sede, e diversa da quella artigianale per i delicati processi svolti manualmente dove l'occhio e l'esperienza umana fanno ancora la differenza tra le due categorie di prodotti.
Nella torrefazione del caffè i grani vengono sottoposti a temperature di 200-220 °C mentre vengono agitati. I metodi di torrefazione sono essenzialmente due:
- "a letto fluido", nel quale i chicchi di crudo vengono investiti con getti d'aria calda a temperature tra i 300 °C ed i 400 °C per pochi minuti, rimanendo in sospensione nella camera di tostatura (da qui il nome del processo);
- "a tamburo rotante", in cui si utilizza un tamburo metallico al cui interno sono presenti coclee o alette per rivoltare continuamente il prodotto ed uniformarne la tostatura, in cui un bruciatore a gas convoglia l'aria calda necessaria al processo, per un tempo di circa 15-20 minuti secondo il tipo di caffè, la capacità della tostatrice ed il gusto del torrefattore.

Mentre nel primo sistema il caffè viene tostato molto più esternamente che all'interno, comportando anomalie gustative e di preparazione, il secondo metodo migliora nettamente, uniformando la tostatura, la resa aromatica del caffè. È sufficiente aprire un chicco a metà agendo sul solco chiaro ed osservare l'interno per rendersi conto della bontà o meno del processo di torrefazione subìto.
Durante tale processo il grano di caffè subisce alcune trasformazioni quali la caramellizzazione degli zuccheri e la carbonizzazione della cellulosa, che conferiscono al chicco il suo colore tipico, nonché la formazione dei composti volatili che gli danno il tipico aroma del caffè tostato. Contemporaneamente parte della caffeina si perde principalmente a causa delle alte temperature.
Il chicco torrefatto aumenta il suo volume del 30% circa, mentre il suo peso diminuisce poiché gran parte dell'acqua che lo compone evapora. Il calo ponderale si attesta in media sul 15-20%.
Il caffè torrefatto ha un gusto tendenzialmente amarognolo, e diviene solubile in acqua, essendo più friabile (il chicco crudo è inutilizzabile a fini di estrazione che rechino aromi), più facilmente riducibile in polvere e perciò adatto ad essere macinato, in polveri la cui granulometria è stabilita in funzione del processo di estrazione degli aromi. Per l’espresso deve essere più fine per via della maggior pressione della macchina, mentre per moka, filtro, infusione o alla napoletana più grossa, per via della minore se non assente pressione presente negli strumenti.
Per il caffè turco, invece, la polvere macinata occorre finissima in quanto deve sedimentarsi sul fondo della tazzina, e parzialmente si può ingerire durante la degustazione. La percezione sabbiosa, quindi, è meglio tollerata al palato. In questo caso si utilizza un pentolino apposito di rame od ottone chiamato Ibrik o Cezve.
La torrefazione è generalmente un processo industriale. In passato veniva fatta anche in ambito domestico, con l'ausilio di appositi tostacaffè manuali, posti sul fuoco o sulle braci.